# Carnac Island
Carnac Island ist eine kleine, etwa 19 Hektar große Insel im Cockburn Sound an der Westküste von Western Australia. Die unbewohnte Insel liegt zehn Kilometer südwestlich von Fremantle. Sie steht unter Naturschutz.

## Geologie, Flora und Fauna
Die Insel besteht aus Kalkstein und bildete sich vermutlich als Ergebnis sukzessiver Vergletscherungen. Die Steinformationen wurden zusätzlich durch Winderosion geformt, die zur Dünenbildung im Küstenbereich führte.
Die Vegetation besteht aus niedrig wachsenden, salztoleranten Pflanzen. Seit 1951 wurde sie in unregelmäßigen Abständen wissenschaftlich untersucht. Dabei zeigten sich im Laufe der Zeit zum Teil erhebliche Änderungen. Zwischen 1975 und 1996 kam es zu einer Abnahme der Pflanzenarten von 37 %. Einheimische Arten wie Acacia rostellifera und Olearia axillaris nahmen zugunsten von Neophyten wie Eiskraut und Malva parviflora ab.
Augenfälligste Spezies der Inselfauna sind verschiedene Seevögel sowie der Australische Seelöwe, die Gewöhnliche Tigerotter und die Stachelschwanz-Skinkart Egernia kingi, die sich zum Teil von Silberkopfmöweneiern ernährt. Carnac Island ist ein Brutplatz für Zwergpinguine, Keilschwanz-Sturmtaucher, Elsterscharben, den Australischen Austernfischern, Australseeschwalben, Raubseeschwalben, Zügelseeschwalben, Eilseeschwalben sowie Silberkopfmöwen und gilt als wichtiges Habitat für den bestandsbedrohten und unter Schutz stehenden Australischen Seelöwen. Über die Invertebraten- und die marine Fauna ist derzeit wenig bekannt.
Auffällig ist das häufige Vorkommen von Tigerottern, die zu den für den Menschen giftigsten Schlangen Australiens zählen. Die Insel weist die höchste Dichte dieser Schlangenart in Western Australia auf. Die Gesamtpopulation wurde auf 250 bis 400 ausgewachsene Individuen – entsprechend etwa 20 Schlangen pro Hektar – geschätzt. Die Schlangen ernähren sich von den auf der Insel zu findenden Hausmäusen und von junger Vogelbrut.
Über die Herkunft der Tigerottern besteht Unklarheit. Kleine Differenzen zu den Tigerottern auf dem Festland führten zu der Vermutung, dass die Inselschlangen eine zurückgebliebene isolierte Population sei, die dort lebt, seit die Insel vor etwa 5000 bis 7000 Jahren vom Festland getrennt wurde. Auch auf der Nachbarinsel Garden Island finden sich Tigerottern. Die Schlangen sind als exzellente Schwimmer bekannt, und eine Besiedlung von der Nachbarinsel aus scheint prinzipiell möglich. In keinem der Berichte aus dem 19. Jahrhundert wird jedoch die Präsenz von Schlangen auf der Insel erwähnt und einige verneinen diese ausdrücklich. Die frühesten überprüfbaren Berichte über Tigerottern auf Carnac Island datieren aus dem Jahr 1982. Aufgrund anekdotischer Berichte wird davon ausgegangen, dass die heutige Tigerotternpopulation auf Exemplare zurückgeht, die von einem Schlangenhändler namens Rocky Vane im Jahr 1930 bewusst ausgesetzt wurden. Vane war in regelmäßigem Konflikt mit dem Gesetz und wurde von einem Gericht angewiesen, seine Schlangensammlung aufzulösen, nachdem seine erste Ehefrau und sein Partner in den Jahren 1928 und 1929 infolge von Giftschlangenbissen gestorben waren.
Im 19. Jahrhundert wurden Kaninchen auf der Insel ausgesetzt, um sie bejagen zu können. Sie wurden jedoch 1969 wieder ausgerottet. Die Kaninchenpopulation hatte zur Zeit ihres Bestehens wesentlichen Einfluss auf die Flora der Insel.

## Geschichte
Die Insel wurde am 13. Februar 1803 (24. Pluviôse des Jahres XI) von dem französischen Seefahrer und Entdecker Louis de Freycinet gesichtet und Île Pelée („Kahle“ oder „Abgewetzte Insel“) benannt. Andere kursierende Namen waren Île Levillain (nach Stanislas Levillain) und Île Berthollet (nach Claude-Louis Berthollet). Im Jahr 1827 gab Kapitän James Stirling nach seinem ersten Offizier John Carnac der Insel ihren heutigen Namen.
1836/1837 wurde auf Carnac Island eine der ersten Walfangstationen von Western Australia eingerichtet, jedoch nach wenigen Jahren wieder aufgegeben. 1884 wurde die Einrichtung einer Quarantänestation auf der Insel für Einwanderer aus Europa angekündigt. Es gibt unterschiedliche Aussagen, ob die Insel tatsächlich für diesen Zweck genutzt wurde. 1916 wurde die Insel von der australischen Bundesregierung für Verteidigungszwecke requiriert, jedoch 1961 an den Bundesstaat Western Australia zurückgegeben.

## Naturschutz
Die Insel steht seit 1963 als Class A-Reservat unter Naturschutz. 1972 wurde das Reservat als Carnac Island Wildlife Sanctuary ausgewiesen und erhielt 1979 den Status eines „Naturreservats“ (Carnac Island Nature Reserve). Das Naturreservat umfasst die Insel und schließt die umgebenden Flachgewässer und die Felsen Shag, Flat und South West Rocks ein. Die Insel darf tagsüber von Touristen besucht werden, allerdings beschränkt auf bestimmte „Zonen“ beziehungsweise den südlichen Abschnitt des östlichen Strands. Der Rest der Insel darf nicht betreten werden.